# Fran Hosken
Fran P. Hosken (* 12. Juli 1919 als Franziska Porges in Wien; † 2. Februar 2006 in Lexington) war eine Designerin, Autorin und feministische Aktivistin. Besondere Bekanntheit erlangte sie als Autorin des Hosken-Reports, der sich mit weiblicher Genitalverstümmelung beschäftigte.

## Leben
Sie wurde als Tochter des böhmischstämmigen Arztes Otto Porges und seiner Frau Marie Low in Wien geboren. Im März 1938, fünf Tage nach dem Anschluss, floh sie mit ihrer Mutter aus ihrer Heimatstadt. Erst im September war die Familie nach Ankunft des Vaters in Jugoslawien wiedervereint. Über die Schweiz konnte Familie Porges schließlich Visa für die Vereinigten Staaten erlangen und kam im Oktober 1938 per Schiff dort an.
Noch in Wien hatte Franziska ihre Matura abgelegt, ihr Architekturstudium am Smith College schloss sie 1944 mit einem Bachelorgrad ab. Anschließend war sie eine der ersten Frauen, die an der Harvard Graduate School of Design einen Masterabschluss erlangten (erneut in Architektur). Die nächsten zwei Jahre arbeitete sie im Architekturbüro Skidmore, Owings and Merrill in Chicago.
1947 heiratete sie James Hosken, das Paar bekam drei Kinder. Den Großteil der 1950er und 1960er verbrachte Franziska als Hausfrau, 1962 ließ sich das Ehepaar scheiden.
Hosken lebte den Großteil ihres Lebens in Massachusetts; zuletzt in Lexington, wo sie 2006 verstarb.

## Werk
Zwischen 1947 und 1951 betrieb das Ehepaar Hosken ein gleichnamiges Unternehmen für Möbeldesign. Als Vertreter des Mid-century modern sahen die Hoskens keine Grenzen zwischen den Disziplinen: Die studierte Architektin Franziska war überzeugt vom Konzept Form follows function, das in seiner Umsetzung im Wohnbau und Möbeldesign eine erschwingliche Innenausstattung für junge Familien ermöglichen sollte. Diese Verbindung von sozialen und gestalterischen Ideen prägten Hoskens Werk. Eines ihrer ersten Projekte war ein farbenfroher stapelbarer Stuhl, der sowohl kommerziell als auch die Kritiker überzeugen konnte. Die Produkte waren im Sortiment von Knoll, Raymor (dem Vertriebsunternehmen von Irving Richards) und Macy’s zu finden. In der Ausstellung Good Design (1951) des Museum of Modern Art im Chicago Merchandise Mart wurden zwei Hosken-Produkte ausgestellt; der stapelbare Stuhl wurde von Konsumenten auf Platz 10 der besten Stücke der Ausstellung gewählt. Auch auf der Triennale di Milano wurden Hosken-Produkte gezeigt.
Das Unternehmen scheiterte schließlich aus finanziellen Gründen. „Wir hatten kein Kapital, keine Investoren und zu wenig Geschäftserfahrung“, rekapitulierte Fran Hosken rund fünfzig Jahre später.
In den 1960ern und 1970ern machte sie sich als Expertin für Architektur einen Namen. So schrieb sie ab 1965 regelmäßig Artikel für Bostoner Zeitungen über Architektur und Stadtentwicklung. Im Board des Housing Committees der Bürgerrechtsbewegung National Urban League war sie vier Jahre lang Mitglied.
1971 unterrichtete sie Städtebau im ersten Jahrgang der University Without Walls, einem Angebot für „nichttraditionelle Studierende“ der University of Massachusetts Amherst. Ab 1973 war sie Ausbildnerin für Innenarchitektur und Bauwesen am Cambridge Center for Adult Education in Cambridge, Massachusetts sowie am Garland Junior College in Boston. Sie reichte 1971 eine Klage wegen Diskriminierung aufgrund des Geschlechts gegen ihre Alma Mater, die Harvard Graduate School of Design, und 1973 gegen die Ford Foundation ein.
1975 gründete Hosken die NGO Women’s International Network. Haupttätigkeit der Organisation war die Veröffentlichung der Zeitschrift  „Women’s International Network NEWS (WIN NEWS)“ zwischen 1975 und 2003. Die Zeitschrift beschäftigte sich mit den Auswirkungen globaler Fragen, wie den Strategien des IWF und der Weltbank, auf Frauen. Hosken schrieb auch selbst Beiträge in der Zeitschrift. Bereits ab 1975 beinhaltete WIN NEWS in jeder Ausgabe eine Kolumne zu Weiblicher Genitalverstümmelung. 1979 verfasste sie den The Hosken Report: Genital and Sexual Mutilation of Females (1979), in dem sie einen Überblick über die Praktik und ihre Verbreitung gab. Hosken sah diese nicht als lokale Tradition, sondern als Ausdruck männlicher Gewalt und der „absoluten männlichen Herrschaft über Frauen“. Sie lehnte den Begriff „weibliche Beschneidung“ ab und prägte den Ausdruck „weibliche Genitalverstümmelung“ (FGM). Ihre Ansichten hatten einen enormen Einfluss auf die öffentliche Meinung.
Teil ihrer Aufklärungsarbeit war auch das Childbirth Picture Book. Dieses Bilderbuch zeigte grundlegende biologische Informationen zur Empfängnis und Geburt aus Sicht der Frau. Das Buch wurde beschrieben als „ungeheuer nützlich, unabhängig von der Sprache oder den Lese- und Schreibkenntnissen und für Frauen aller ethnischen Hintergründe“.

## Werke (Auswahl)

### Artikel
- An architect's view: Tuft's new library. In: The Boston Sunday Herald. 21. November 1965, S. 1.
- Harvard architecture: triumph or blunder? In: The Boston Sunday Herald. 6. Februar 1966, S. 26–27.
- Harvard Square: an unmitigated mess. In: The Boston Sunday Herald. 11. Dezember 1966.
- New towns in northern Europe. In: Alumnae Association of Smith College (Hrsg.): Smith Alumnae Quarterly. Northampton, Mass. November 1967.
- Our cities of tomorrow. In: Sunday Herald Traveler. 7. Januar 1968.
- MIT plans cities of tomorrow. In: Sunday Herald Traveler Magazine. 7. Januar 1968.
- Boston's revolutionary new schools. In: The Sunday Herald Traveller. Boston, Mass. 2. Juni 1968.
- Tomorrow's cities today: Harvard Graduate School of Design's new communities project. In: Sunday Herald Traveler. 23. Februar 1969.
- Integration of women in sites and services projects and new communities. In: WIN News. Lexington 1975.
- Female Circumcision and Fertility in Africa. In: Women & Health. Band 1, Nr. 6, Dezember 1975, S. 3–11, doi:10.1300/J013v01n06_01.
- Genital mutilation of women in Africa. In: Munger Africana Library Notes. Band 36. Munger Africana Library, Pasadena 1976 (caltech.edu).
- Female circumcision in Africa. In: Victimology. Band 2(1977/78), Nr. 3/4, ISSN 0361-5170, S. 487–498.
- Klitorisbeschneidung : Genitale Verstümmelung von Frauen in Nord Afrika. In: Courage Berliner Frauenzeitung. Band 3, Nr. 9, September 1978, S. 20–28 (fes.de).
- The violence of power : the genital mutilation of females. In: Heresies: A Feminist Publication on Art and Politics. Nr. 6. Heresies Collective, 1978, S. 28–32, 34–35 (heresiesfilmproject.org [PDF; 37,8 MB]).
- „Female Genital Mutilation in the World Today: A Global Review“. In: International Journal of Health Services, Vol 11, No. 3, 1981, S. 415–530, doi:10.2190/EDDA-XATL-JPBF-35RY.
- „Towards a Definition of Women’s Rights,“ Human Rights Quarterly, Vol 3, No. 2, Mai 1981, doi:10.2307/761853
- Sudan: Human Rights Abuses of Women Overlooked Despite International Attention. In: Off Our Backs. Band 35, 3/4 (März–April), 2005, S. 32–33, JSTOR:20838318.

### Bücher
- The Language of Cities. Macmillan, New York 1968, OCLC 443053.
- Urban development and housing in Asia. Hosken, Lexington, Mass. 1970.
- The functions of cities. Schenkman, Cambridge, Mass. 1973.
- Urban development and Housing in Africa. Hosken, Lexington 1973.
- The Kathmandu Valley Towns: A Record of Life and Change in Nepal. Weatherhill, New York 1974.
- The Hosken Report: Genital and Sexual Mutilation of Females. Women’s International Network, 1979.
- The Universal Childbirth Picture Book. (mit Marcia L. Williams). Women’s International Network, 1989.

### Audio/Film
- Issues and perspectives in urban education. Audiobuch. Jeffrey Norton Publishers, New York 1970.
- Color, future, and pattern (Audio-CD, Filmstreifen und Leitfaden für Lehrer). Warren Schloat Productions, 1972.

## Auszeichnungen
- 1980: „Woman Leader 1980“, Marie Claire Frankreich
- 1987: Humanist Heroine Award, American Humanist Association[11]
- 1991: Alternative Press Award for International Reporting, Utne Reader